# 第52次長期滞在
第52次長期滞在（だい52じちょうきたいざい、2017年6月 - 9月）は国際宇宙ステーションへの52回目の長期滞在。
公式には2017年6月2日 10:47 UTCのソユーズMS-03のドッキング解除で開始された。第51次長期滞在からの指揮権の移行は2017年6月1日に行われた。
2017年にロシア人宇宙飛行士の人数削減が決定されたことから、ソユーズMS-04は2名の宇宙飛行士だけを載せて2017年4月20日に打ち上げられ、第51次長期滞在の乗組員は5名となった。しかしながら、ペギー・ウィットソンがソユーズMS-05で3名の新メンバーが到着した後で第51次長期滞在から移行することが決定されたことから、夏の間は6名の定員通りの宇宙飛行士が滞在することになった。第51次長期滞在は、公式には2017年9月2日 11:47 UTCにソユーズMS-04がドッキング解除するまで継続した。

## クルー

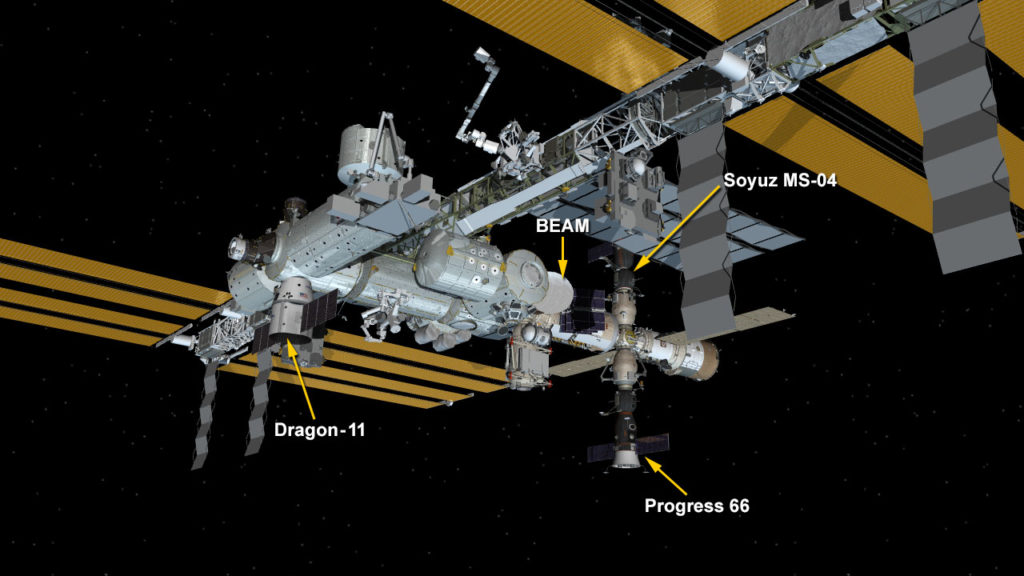
ドラゴンとシグナスを入れ替えた後のISSの構成、2017年6月5日

| ポジション            | 第１期 （2017年6月 - 7月）                          | 第２期 （2017年7月 - 9月）                          |
| --------------------- | --------------------------------------------------- | --------------------------------------------------- |
| 船長                  | フョードル・ユールチキン、RSA 5回目で最後の宇宙飛行 | フョードル・ユールチキン、RSA 5回目で最後の宇宙飛行 |
| 第1フライトエンジニア | ジャック・フィッシャー、NASA 1回だけの宇宙飛行      | ジャック・フィッシャー、NASA 1回だけの宇宙飛行      |
| 第2フライトエンジニア | ペギー・ウィットソン、NASA 3回目の宇宙飛行          | ペギー・ウィットソン、NASA 3回目の宇宙飛行          |
| 第3フライトエンジニア |                                                     | ランドルフ・ブレスニク、 2回目の宇宙飛行            |
| 第4フライトエンジニア |                                                     | セルゲイ・リャザンスキー、RSA 2回目で最後の宇宙飛行 |
| 第5フライトエンジニア |                                                     | パオロ・ネスポリ、ESA 3回目で最後の宇宙飛行         |

## ミッションのハイライト

### 2017年6月 - 第52次長期滞在の開始
NASAのペギー・ウィットソン宇宙飛行士が、6月1日 15:50 UTCに始まった伝統的な指揮権移譲式でロシアのフョードル・ユールチキン宇宙飛行士に国際宇宙ステーションの指揮権を引き継いだ。

#### 第51次長期滞在の2名のドッキング解除と着陸
国際宇宙ステーションに搭乗してい194日を過ごした後で、第51次長期滞在の乗組員だったロスコスモスのオレッグ・ノヴィツキーとESAのトマ・ペスケが2017年6月2日 10:47 UTCにステーションから離脱し、公式に第52次長期滞在が開始された。ノヴィツキーとペスケは6月2日 14:10 UTCにソユーズMS-03でカザフスタンに着陸した。

#### 補給船の入れ替え
6月3日に、補給品と新しい巻き取り式太陽電池アレイ（Roll Out Solar Array, ROSA）のプロトタイプを積載したスペースXミッションの一部であるCRS-11を搭載したスペースX ファルコン9がケープ・カナベラル39Aより打ち上げられた。ジャック・フィッシャーは、ドラゴン補給船のドッキング場所を空けるために「SSジョン・グレン」とニックネームが付けられたシグナス OA-7を6月4日にステーションから切り離した。フィッシャーとウィットソンは6月5日にカナダアーム2を使ってドラゴン貨物機を捕捉し、ハーモニー・モジュールの地球側にドッキングさせた。ロスコスモスのプログレスMS-06は3トン以上の補給品を搭載して6月14日にバイコヌール宇宙基地から打ち上げられた。プログレスMS-06は6月16日にズヴェズダの後方側ポートにドッキングした。

#### 6月の研究
フィッシャーとウィットソンは学生主導の生物学実験のための菌類と細菌のサンプルの観察を行うとともに、タンパク質結晶サンプルの実験の観察を行なった。ウィットソンは、低重力での骨誘導治療薬の作用機序および効果を調べるためにげっ歯類飼育施設のげっ歯類の世話をし、低重力の老化に与える影響を調べるための心臓幹細胞実験を行った。フィッシャーとウィットソンは、シロイヌナズナに対する光と微小重量の影響を調べるための実生植物研究の設定を行った。フィッシャーは、宇宙空間滞在中と、地球への帰還時の血管と心臓の変化を調べる血管エコー研究の対象でもあった。ユールチキンは、軌道上での健康管理を改善するための提案を研究者が開発するのを支援するために宇宙での痛覚の研究を行った。ユールチキン、ウィットソンおよびフィッシャーは、飛行前後の状態と比較するための飛行中の身体測定も実施した。ウィットソンは、化学療法の副作用を抑えた抗体＝薬物複合体の評価を行うためのがん研究を開始した。

### 2017年7月 - ソユーズMS-05後のクルー全員

#### ドラゴン CRS-11の出発
フィッシャーとウィットソンは、7月3日 6:41 UTCにCRS-11のドッキングを解除した。

#### 7月の研究
ウィットソンは、長期間微小重力環境に滞在することがどのように適応の異なる段階と地球帰還後の運動機能に影響するのかを測定するための「器用さの研究」の一部として、インタラクティブ作業の能力を試験した。フィッシャーは格子状の細線上に形成されたデカンの液滴群の炎が広がるのにつれて火炎と温度がどのように拡散するのかを測定する、液滴群燃焼実験供試体（GCEM）での実験を完了した。ウィットソンとフィッシャーは、微小重力下で体液が下半身から上半身にどのように移動し、眼球に影響を与えるのかを測定する「体液シフト」実験のために自分たちの血液、尿および唾液のサンプルを収集した。ウィットソンは、微小重力下で細胞の取り扱いを容易にするために磁化させる、Mag3D実験を開始した。ウィットソンは、異なる条件下での電子機器冷却材のパーフオロヘキサンの界面挙動を研究する「二相流」実験のための装置のセットアップも行った。フィッシャーは、微小重力下では通常強度の運動よりも最大強度の運動の方が有酸素能力に有効であることを示す、高強度インターバルトレーニングの効果を研究するためにエクササイズバイクを使用した。

#### ステーションのメンテナンス
フョードル・ユールチキンは、ポンプとホースを交換してから船室を再与圧して、ロシア側の生命維持システムのメンテナンスを行った。ジャック・フィッシャーは、ステーションの湿度と温度を制御する空調装置（Common Cabin Air Assembly, CCAA）の一部であるトランクウィリティー・モジュール内の故障した水分分離器を交換した。フィッシャーはen:Window Observational Research Facility（WORF）に新しい機器を設置した。

#### 新しいクルー

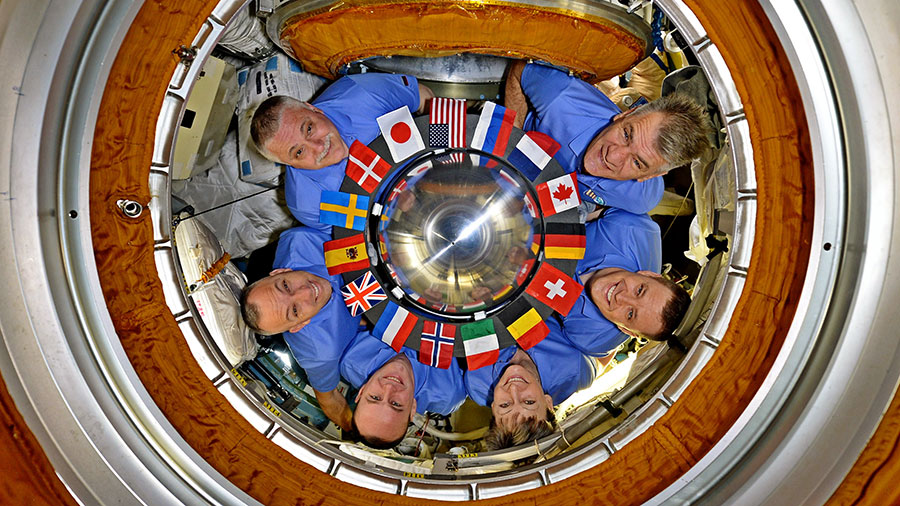
上右から時計回りに、ネスポリ、フィッシャー、ウィットソン、リャザンキー、ブレスニックおよびユールチキン

7月28日に、NASAのランドルフ・ブレスニク、ロスコスモスのセルゲイ・リャザンスキーおよびESAのイタリア人飛行士であるパオロ・ネスポリが搭乗したソユーズMS-05がカザフスタンのバイコヌール宇宙基地から打ち上げられた。ソユーズとステーションがドイツ上空を通過している間に両機はドッキングした。

### 2017年8月 - 研究と補給

#### 8月の研究
ネスポリとブレスニックは自分たちの宇宙頭痛の経験を記録し、後の研究で宇宙酔いに起因するという理論とは異なる、脳血流および頭蓋内圧の変化に起因するものと結論付けた。フィッシャーとウィットソンは、現在の治療法では失った骨を回復させることはできないが、カリフォルニア大学ロサンゼルス校による骨の再建と、それ以上の骨の損失を防止できる可能性がある、口腔の骨委縮の新薬の効果の研究を行った。

#### スペースXによる補給品の輸送
8月16日に、フィッシャーとネスポリはスペースX CRS-12ドラゴン宇宙機をステーションのロボットアームで捕捉し、ハーモニー・モジュールに接続した。ドラゴン宇宙機は宇宙飛行士のためのアイスクリームを含む、2,910 kg以上の補給品を届けた。

#### 宇宙遊泳
ユールチキンとリャザンキーは、8月17日にピアース・モジュールから船外に出た。両名は手動で5機の超小型衛星を展開し、宇宙ステーションのロシア側セグメント外部のさまざまな場所に置かれた試験容器を回収した。

### 2017年9月 - ミッションの終了
ペギー・ウィットソン、ジャック・フィッシャーおよびフュードル・ユールチキンは、ソユーズMS-04カプセルでカザフスタンのジェスカスガン南東に9月3日の1:21 UTCに着陸した。ウィットソンは、288日におよぶ3度目の長期任務を完了し、合計で665日宇宙空間に滞在し、米国新記録および宇宙滞在記録の8位を達成した。フィッシャーとユールチキンは136日間を宇宙で過ごし、ユールチキンの宇宙滞在は合計673日となり、宇宙滞在記録で7位に達した。

## 宇宙遊泳
| EVA # | 宇宙遊泳者 | 開始（UTC）         | 終了（UTC）         | 継続時間  |
| 1.    | フョードル・ユールチキン セルゲイ・リャザンスキー | 2017年8月17日 14:36 | 2017年8月17日 22:10 | 7時間34分 |
| 1.    | "Restavratsiya"（復元）実験装置の回収、そのうちの1機がオリジナルのスプートニク衛星の60周年と、ロケット科学者コンスタンチン・ツィオルコフスキーの誕生を記念した「ゼルカロ」（ロシア語: ЗЕРКАЛО、「鏡」の意）と名付けられた5機のナノ衛星の打ち上げ、ロシアセグメントの窓の清掃およびピアース・ドッキング・コンパートメントとポイスク・モジュールのハッチへの「テスト」コンテナの設置、ズヴェズダからのCKK 9M9カセットの改修、ズヴェズダへのストラット、ギャップ・スパナーおよび将来のナウカの到着に備えた手すりの設置、ズヴェズダの推進機のそばの「衝突」トレイの設置、およびズヴェズダ船尾側および"OHA"アンテナの撮影、ポイスクへのストラット、ギャップスパナー、手すりおよび梯子の設置、ロシアセグメントの撮影。 |                     |                     |           |

## ISSへの無人機の宇宙飛行
第52次長期滞在長期滞在期間中に国際宇宙ステーションに訪れた補給ミッション：
| 宇宙機 - ISS飛行番号          | 国       | ミッション | 打ち上げ者  | 打ち上げ （UTC）       | 結合/係留 (UTC) †   | 結合/係留の解除 (UTC)   | 期間（結合）      | 軌道離脱       |
| ----------------------------- | -------- | ---------- | ----------- | ---------------------- | ------------------- | ----------------------- | ----------------- | -------------- |
| スペースX CRS-11 - CRS SpX-11 | アメリカ | 輸送       | ファルコン9 | 2017年6且3日 21:07:17  | 2017年6且5日 16:07  | 2017年7月3日 06:41      | 27日 14時間 34分  | 2017年7月3日   |
| プログレスMS-06 - ISS 67P     | ロシア   | 輸送       | Soyuz-2.1a  | 2017年6月14日 09:20:13 | 2017年6月16日 11:37 | 2017年12月28日 01:03:30 | 194日 13時間 26分 | 2017年12月28日 |
| スペースX CRS-12 - CRS SpX-12 | アメリカ | 輸送       | ファルコン9 | 2017年8月14日 16:31:00 | 2017年8月16日 10:52 | 2017年9月17日 08:40     | 31日 21時間 48分  | 2017年9月17日  |